# Trifolium thompsonii
Trifolium thompsonii är en ärtväxtart som beskrevs av Conrad Vernon Morton. Trifolium thompsonii ingår i släktet klövrar, och familjen ärtväxter. Inga underarter finns listade i Catalogue of Life.